# Грабарка (притока Руди)
Граба́рка — річка в Україні, в межах Хмельницького району Хмельницької області. Ліва притока Мшанецької Руди (басейн Дніпра).

## Опис
Довжина 15 км. Площа водозбірного басейну 61,5 км². Річкова долина у верхів'ях неширока і глибока, схили порізані балками, у пониззі долина ширша. Заплава місцями заболочена. Споруджено кілька ставків.

## Розташування
Грабарка бере початок на південь від села Травневе. Тече спершу на північ та північний схід, потім — на північний захід, у пониззі — на північний схід і північ. Впадає до Руди в межах села Йосипівка. 
Над річкою розташовані села: Травневе, Пасічна, Гречана, Харківці та Йосипівка. 